# Ramiro Vargas
Ramiro Vargas Espinoza (ur. 22 października 1958) – boliwijski piłkarz grający na pozycji obrońcy. Wraz z reprezentacją Boliwii wziął udział w turnieju Copa América 1979 oraz Copa America 1983.